# Jeff McLean
Pour les articles homonymes, voir McLean.
Pas d'image ? Cliquez ici

a Compétitions nationales et continentales officielles uniquement.

b Matchs officiels uniquement.
Jeffrey James McLean, né le 26 janvier 1947 à Ipswich et mort le 6 août 2010, est un joueur de rugby à XV international australien évoluant au poste d'ailier.

## Biographie
Né à Ipswich dans la province du Queensland, McLean joue par l'équipe du Queensland de 1969 à 1974. Il honore sa première cape le 31 juillet 1971 lors d'un match contre l'Afrique du Sud. Il dispute un total de 13 matchs en sélection marquant 31 points dont notamment deux essais contre les All-Blacks lors du second test match comptant pour la Bledisloe Cup de 1972. Son jeune frère Paul débute avec les Wallabies lors du dernier test disputé par Jeff contre la Nouvelle-Zélande le 25 mai 1974. Une jambe cassée le force à mettre prématurément un terme à sa carrière en 1974. Il meurt en 2010 à l'âge de 63 ans après s'être battu plusieurs années contre un cancer.

## Statistiques en équipe nationale
Entre 1971 et 1974, Jeff McLean dispute 13 matchs avec l'équipe des Wallabies au cours desquels il marque 31 points (2 essais, 1 transformation et 7 pénalités).
| Année | Compétition | Matchs | Points | Essais | Transf. | Drops | Pénal. |
| ----- | ----------- | ------ | ------ | ------ | ------- | ----- | ------ |
| 1971  | Test matchs | 4      | 12     | -      | -       | -     | 4      |
| 1972  | Test matchs | 6      | 19     | 2      | 1       | -     | 3      |
| 1973  | Test matchs | 2      | -      | -      | -       | -     | -      |
| 1972  | Test matchs | 1      | -      | -      | -       | -     | -      |
| Total | Total       | 13     | 31     | 2      | 1       | 0     | 7      |